# Martin Clemens
Martin Clemens (Aberdeen, 17 de abril de 1915 — Melbourne, 31 de maio de 2009) foi um administrador colonial britânico e militar. Várias vezes condecorado pelos Estados Unidos, Austrália e Reino Unido, alcançou o posto de major no Exército Britânico. Atuou como vigia de costa durante a II Guerra mundial nas Ilhas Salomão.

## Vida
No final de 1941 e início de 1942, enquanto servia como oficial distrital nas Ilhas Salomão, ele ajudou a preparar a área para uma eventual resistência à ocupação japonesa.
Seus deveres adicionais como observador da costa alertaram os Aliados sobre os planos japoneses de construir uma pista de pouso em Guadalcanal. Isso resultou em ataques de porta-aviões aliados e, eventualmente, um desembarque pelas forças dos Estados Unidos e o início da luta épica nas Ilhas Salomão. Clemens então serviu diretamente aos fuzileiros navais dos EUA na coordenação de inteligência sobre as atividades japonesas.